# Danas Rapšys
Danas Rapšys (ur. 21 maja 1995 w Poniewieżu) – litewski pływak specjalizujący się w stylu grzbietowym i dowolnym, mistrz świata na krótkim basenie, mistrz Europy.

## Kariera
W 2013 roku na mistrzostwach świata w Barcelonie na dystansie 200 m stylem grzbietowym zajął 14. miejsce, uzyskawszy czas 1:59,05.
Rok później, podczas mistrzostw Europy w Berlinie w tej samej konkurencji był piąty (1:57,68).
Na mistrzostwach świata w Kazaniu w 2015 roku na 200 m stylem grzbietowym uplasował się na 19. pozycji z czasem 1:59,00. Na dystansie dwukrotnie krótszym zajął 28. miejsce (54,86). 

### 2016
W maju podczas mistrzostw Europy w Londynie zdobył brązowy medal w konkurencji 200 m stylem grzbietowym, uzyskawszy wynik 1:57,22.
Trzy miesiące później, na igrzyskach olimpijskich w Rio de Janeiro na 200 m stylem grzbietowym zajął 21. miejsce (1:59,58). Na dystansie 100 m stylem grzbietowym z czasem 54,40 był dwudziesty czwarty. Rapšys płynął także w sztafecie 4 × 100 m stylem zmiennym, która uplasowała się na 14. pozycji.
W grudniu podczas mistrzostw świata na krótkim basenie w Windsorze w konkurencji 200 m stylem grzbietowym zajął piąte miejsce i czasem 1:50,79 ustanowił nowy rekord swojego kraju. Na 100 m stylem grzbietowym był dwunasty (51,10).

### 2017
Na mistrzostwach świata w Budapeszcie Rapšys w eliminacjach i półfinale 200 m stylem grzbietowym poprawił rekord Litwy, uzyskawszy odpowiednio czasy 1:56,67 i 1:56,11. W finale tej konkurencji był ósmy (1:56,96). W półfinale 200 m stylem dowolnym pobił rekord swojego kraju (1:46,56), ale nie zakwalifikował się do finału i uplasował się ostatecznie na dziesiątej pozycji.
Miesiąc później, podczas uniwersjady w Tajpej zdobył trzy medale. Okazał się najlepszy na 200 m stylem dowolnym i grzbietowym. W pierwszej z tych konkurencji ustanowił nowy rekord Litwy (1:45,75). Wywalczył także brąz na 100 m stylem grzbietowym.